# Moerasgaffeltandmos
Moerasgaffeltandmos (Dicranum bonjeanii) behoort tot de mossen (Bryophyta) en meer bepaald tot de familie van de Dicranaceae. 

## Uiterlijke kenmerken
De grasmat is los of compact, geelgroen en glanzend. Orthotropisch mos met stengels van 4 cm en langer (ruim 8 cm). De bladeren zijn eenvoudig, in droge toestand sterk dwars gevouwen, lancetvormig. De bladpunt is op afstand ondiep gekarteld. Bladnerf in dwarsdoorsnede met 2 externe dorsale cellen die op de randen liggen.
Het mos lijkt op het gaffeltandmos (Dicranum scoparium).

## Ecologie
Het is de echte wetlandspecialist onder de gaffeltandmossen. Behalve in laagveenmoeras was de soort tamelijk algemeen in blauwgrasland, lokaal in duinvalleien en in natte heide. Behalve van moerassen is de soort ook bekend van (naald)bossen en incidenteel van noordhellingen in de kalkrijke duinen.

## Verspreiding
Moerasgaffeltandmos komt voor in Europa, de Himalaya en Siberië, en in Noord-Amerika.
In Nederland is moerasgaffeltandmos zeldzaam. Het staat op de rode lijst in de categorie bedreigd. Sporenkapsels zijn al anderhalve eeuw niet meer in Nederland waargenomen.

## Foto's

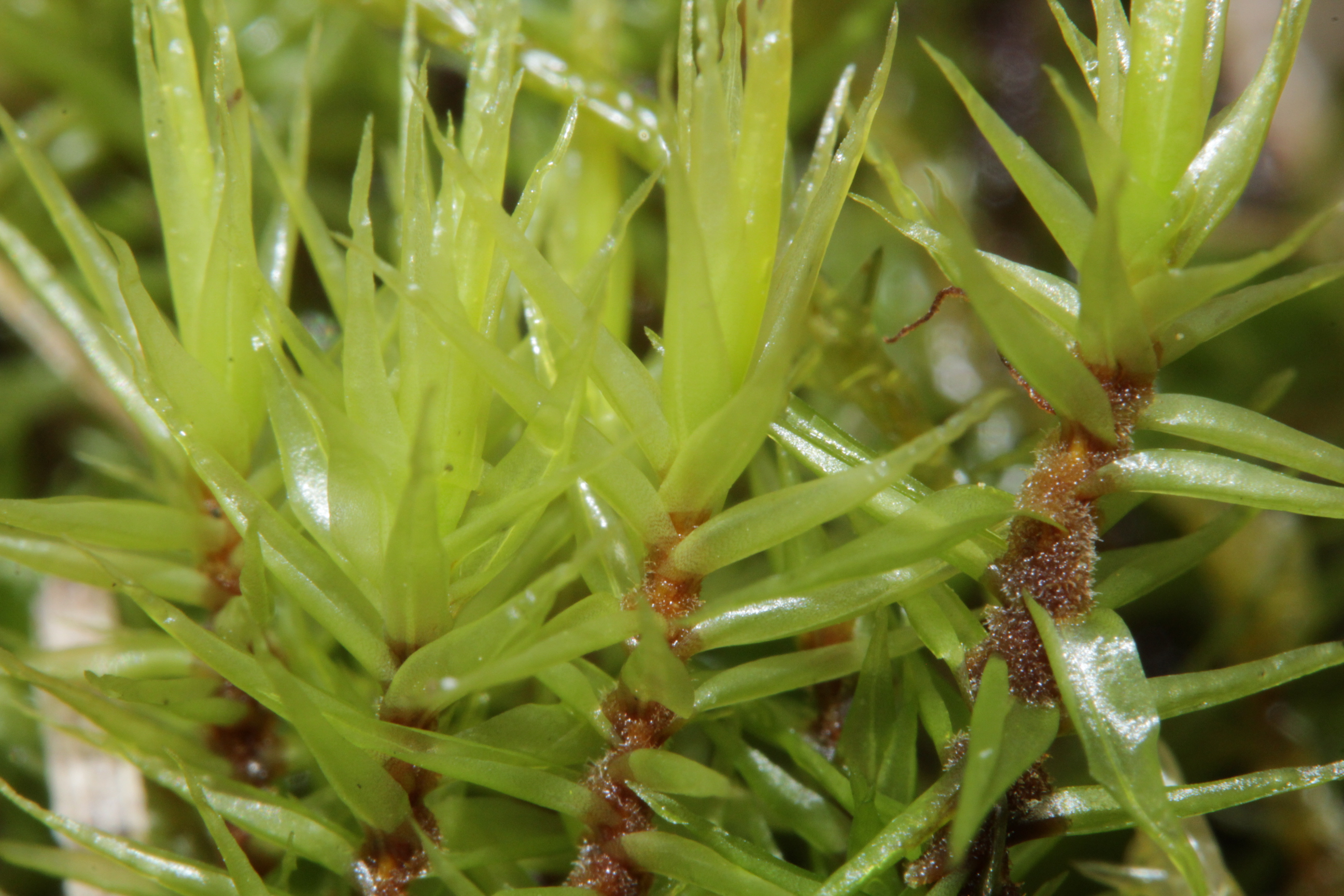
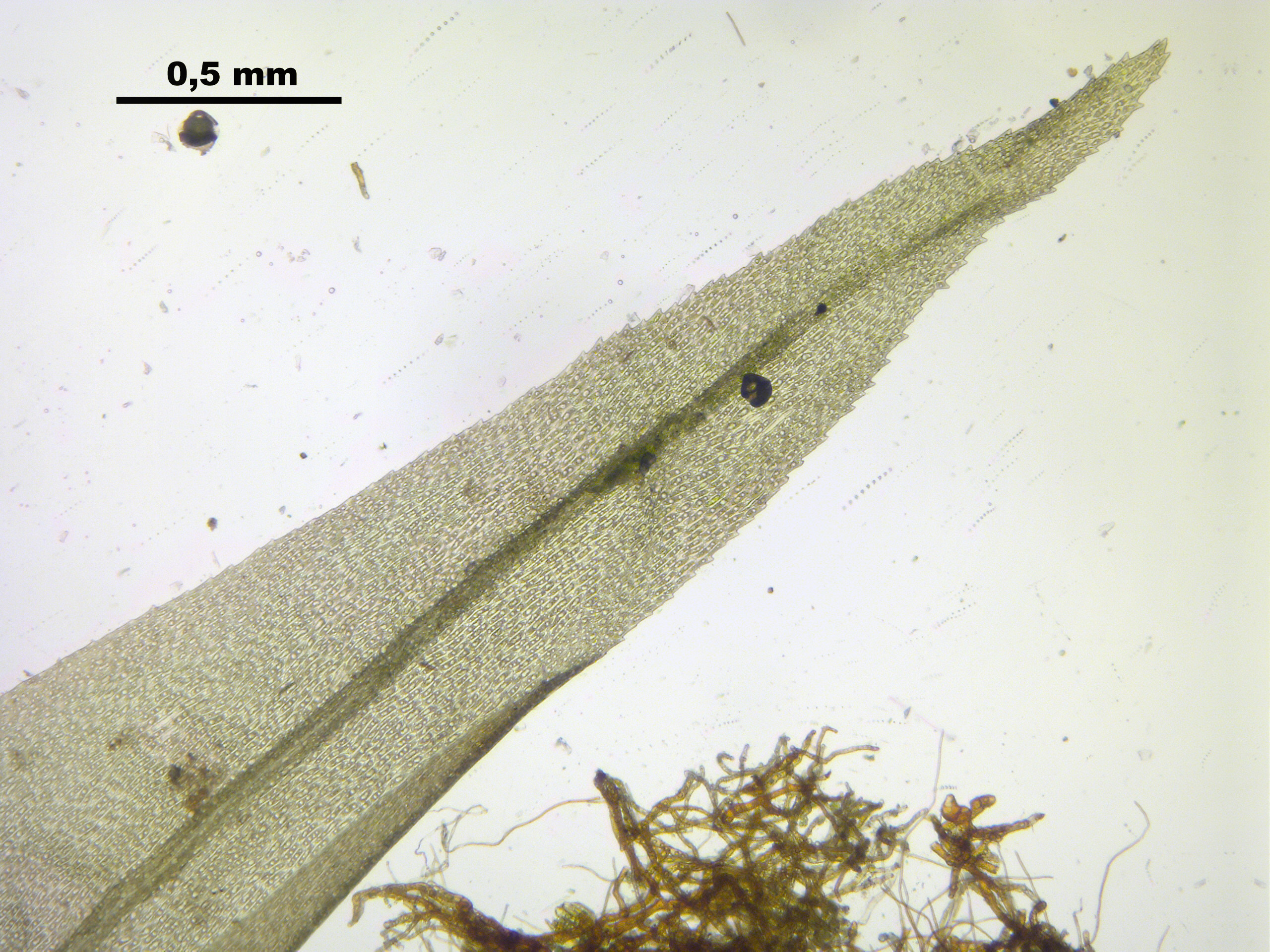
Blad
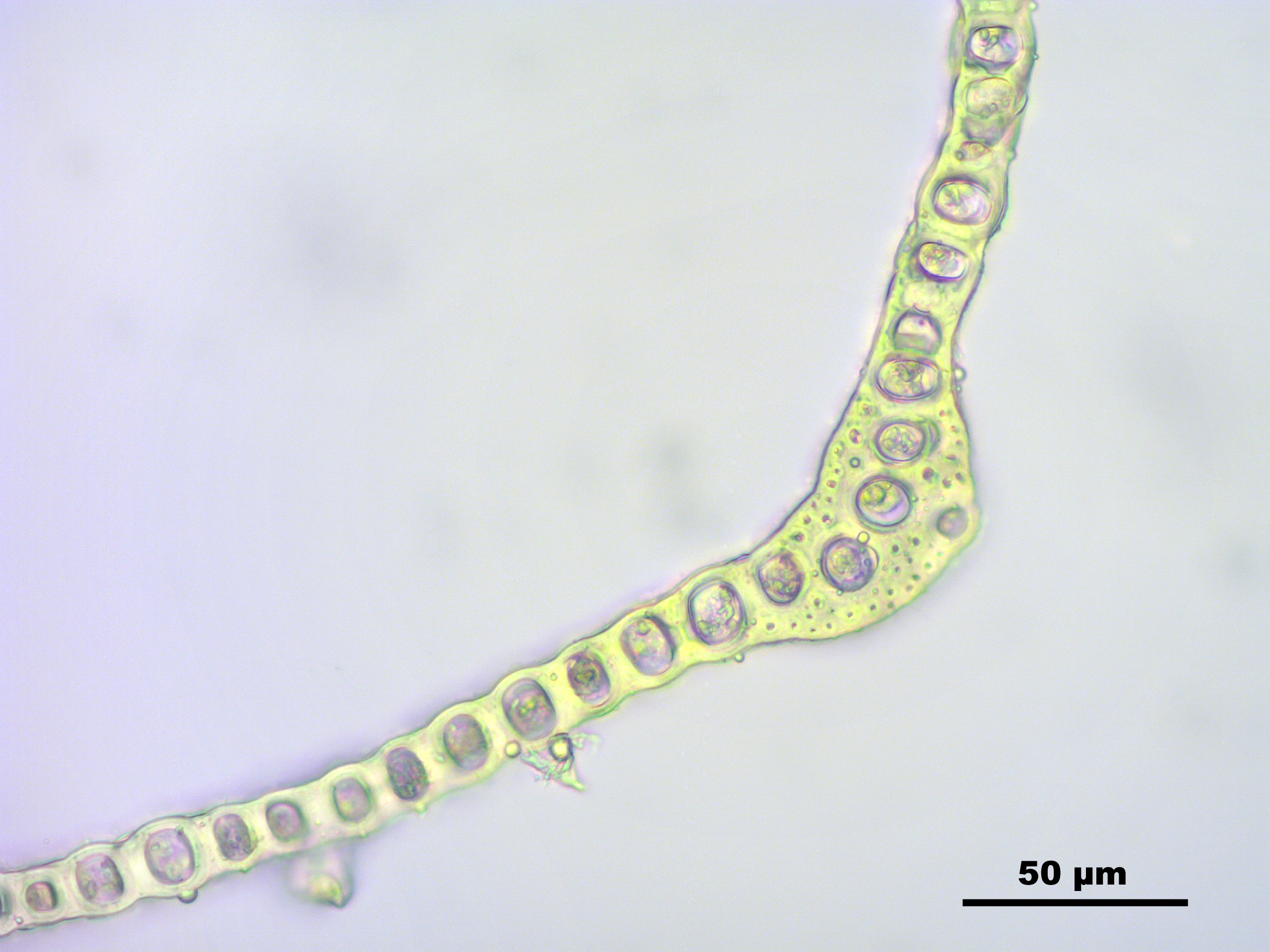
Bladdoorsnede
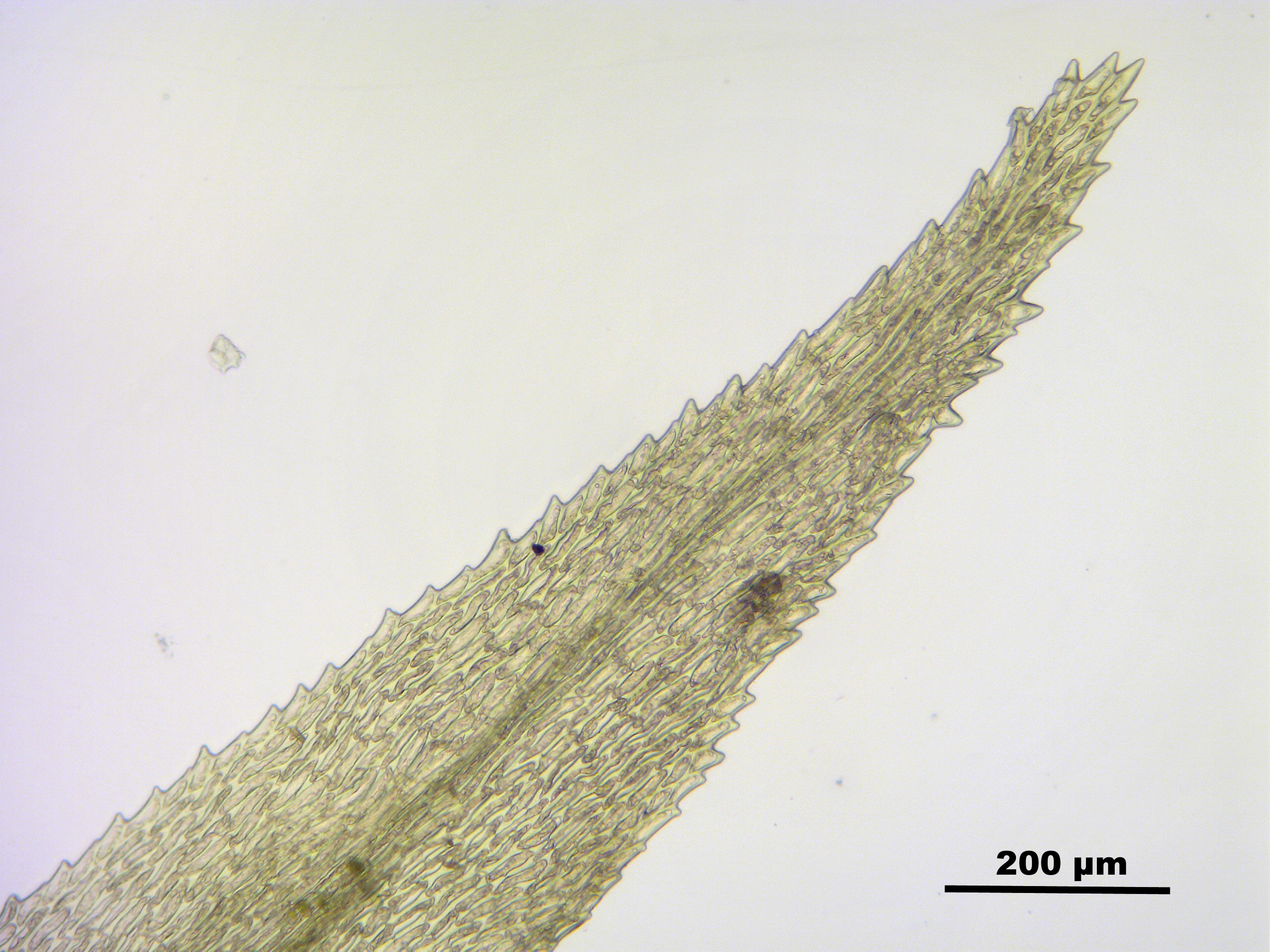
Bladcellen top
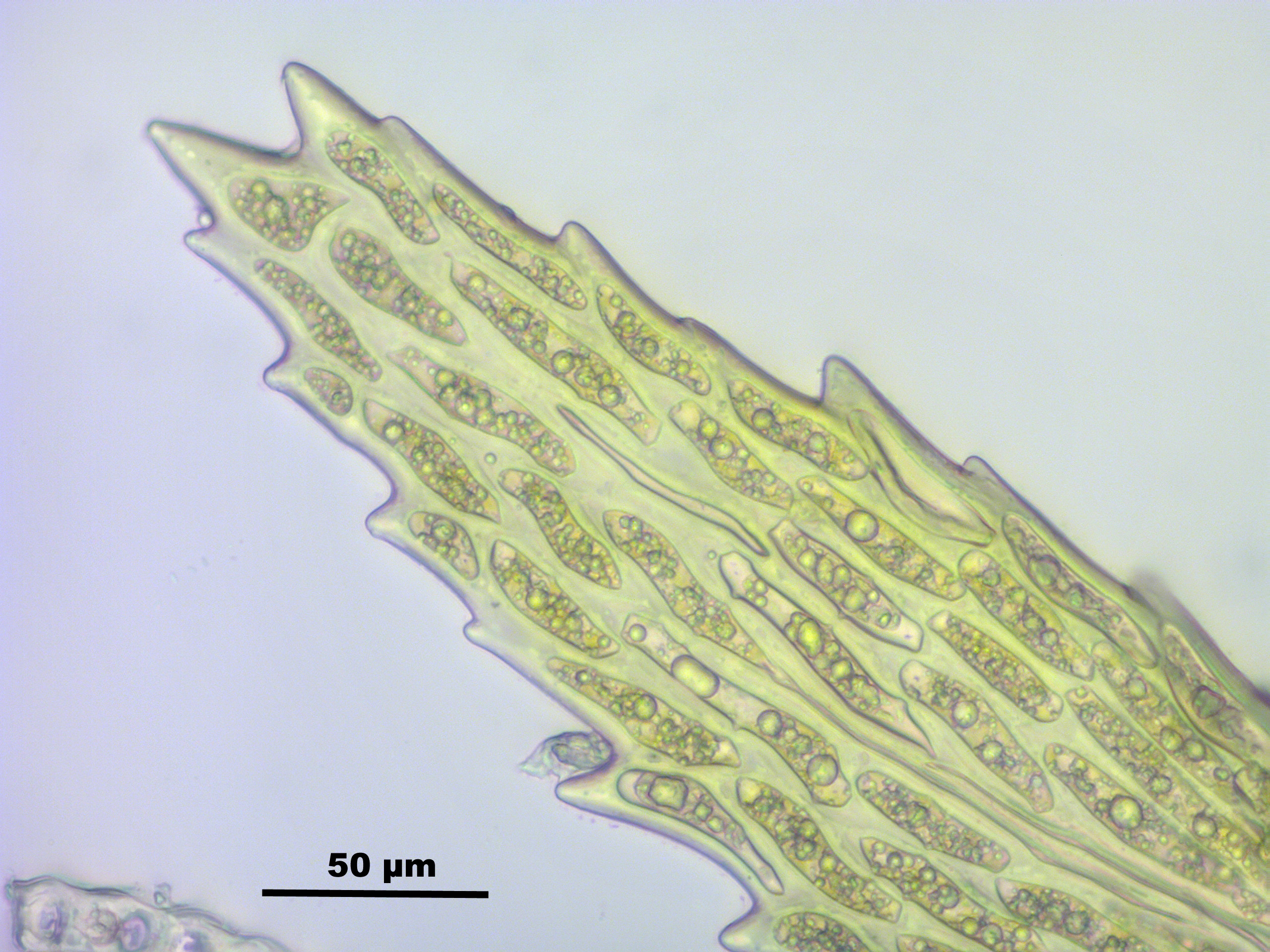
Bladcellen top
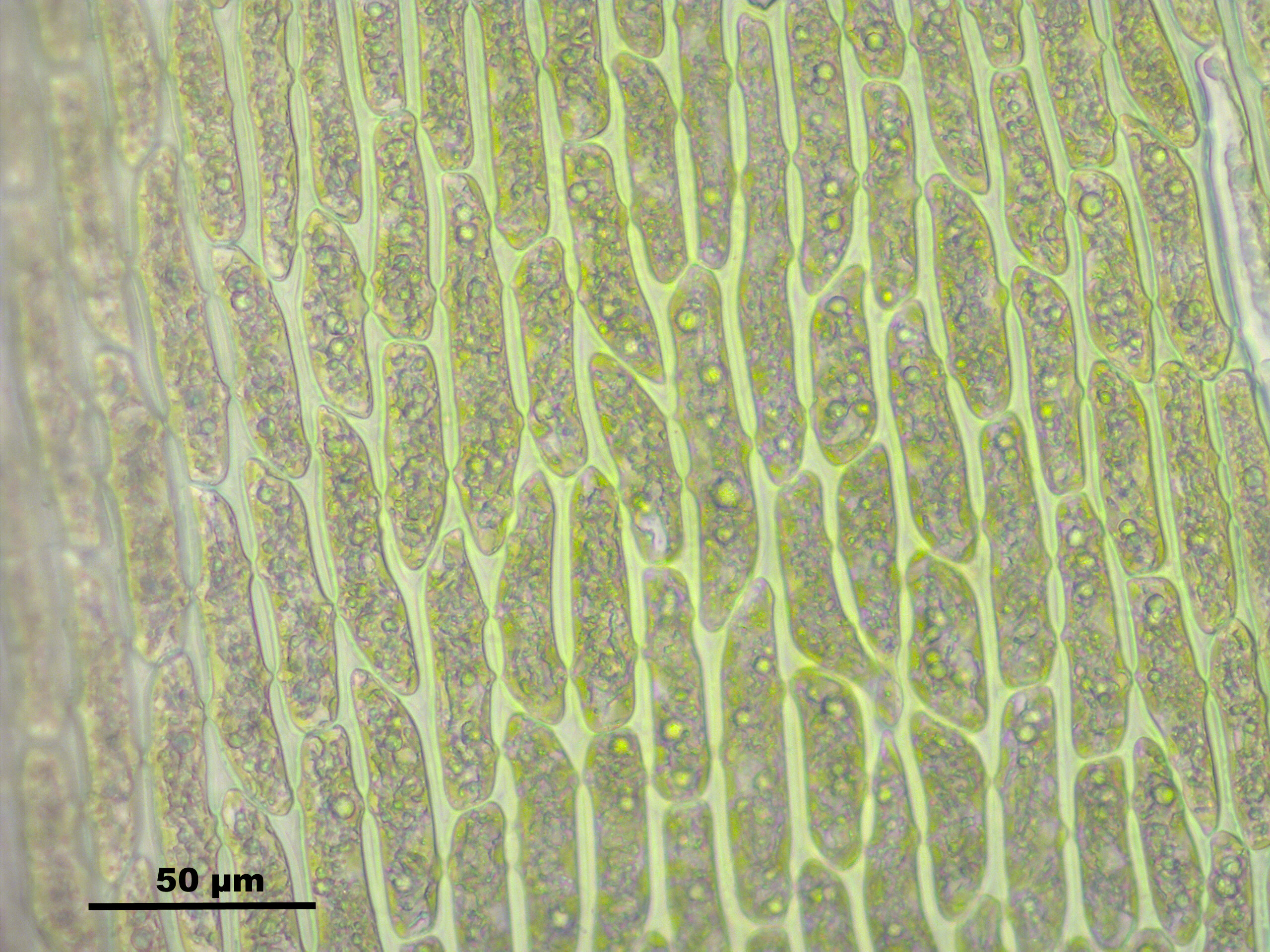
Bladcellen midden
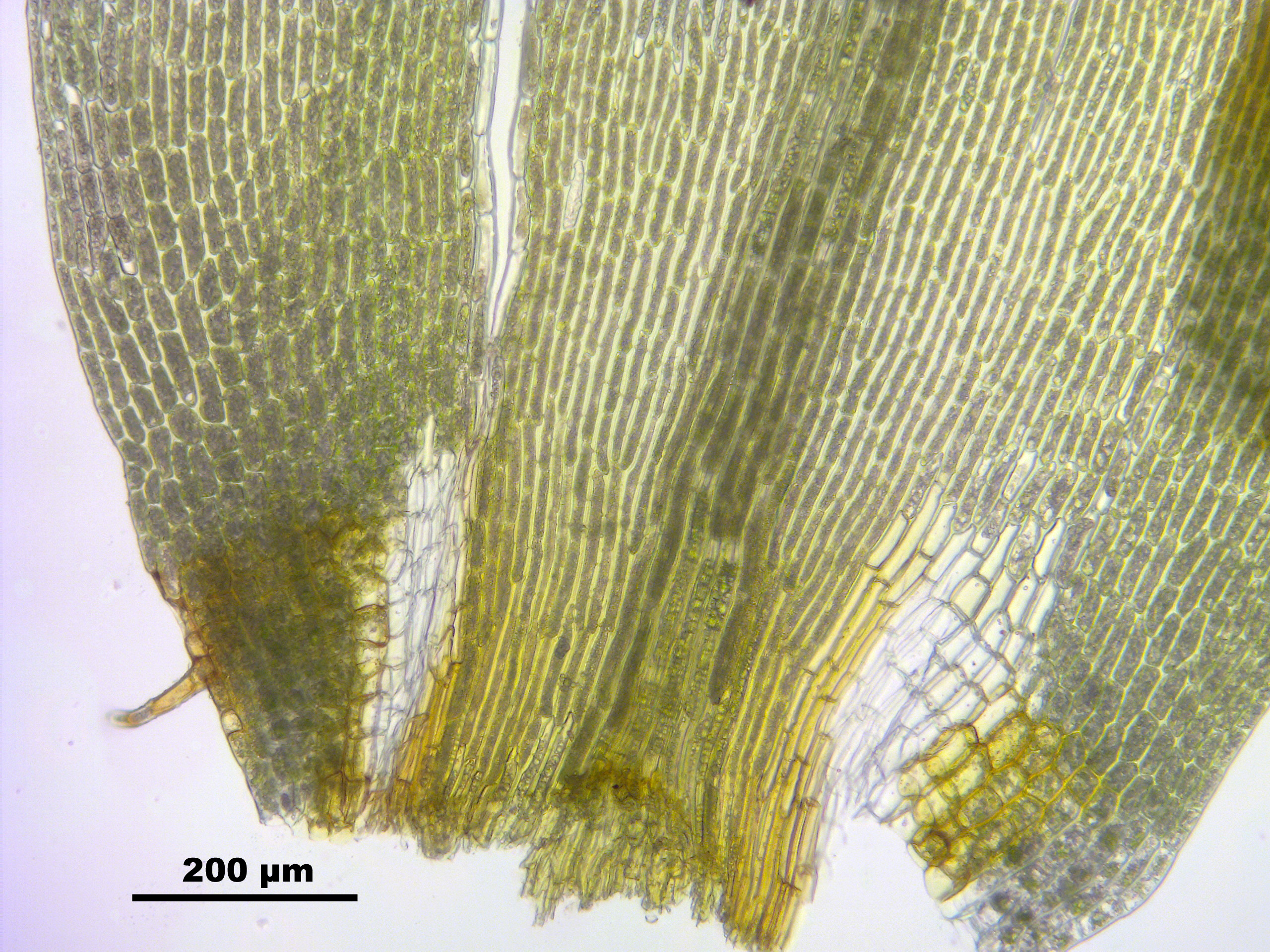
Bladcellen bladvoet